# Oriana Altuve
Oriana Altuve (Caracas, Veneçuela; 3 d'octubre de 1992) és una futbolista professional veneçolana. Juga de davantera i el seu actual equip és el València Club de Futbol de la Primera Divisió. Va ser la màxima golejadora de la Copa Llibertadors Femenina durant dos anys consecutius en les edicions 2016 i 2017.
El 22 de setembre de 2018, va debutar amb la samarreta del Rayo Vallecano marcant tres gols a casa del Madrid CFF, convertint-se així en la primera veneçolana a jugar un partit de la Lliga Iberdrola, la Primera Divisió espanyola.

## Biografia
Oriana Altuve es va iniciar en el futbol femení als 10 anys d'edat a l'Escola de Futbol de la Universitat Experimental Pedagògica de la ciutat de Caracas. Prové d'una família de futbolistes de la parròquia popular de l'oest de Caracas anomenada 23 de Enero, la seua cosina Aileen Rosers és una jugadora de la Lliga Nacional de Futbol Femení de Veneçuela i el seu cosí Roberto Rosales és un futbolista amb gran recorregut en les lligues d'Europa.
Va debutar amb el Caracas FC amb 17 anys, on es va destacar amb quatre campionats consecutius entre el 2009 i 2012, marcant una bona quantitat de gols que li van valer per a representar a la selecció. A mitjan 2016 pren rumb a l'Uruguai i fitxa amb el Colón FC amb el qual aconseguiria els títols de campiona de la Lliga i en la Copa Llibertadors, sent la màxima golejadora.
L'agost del 2018 signa pel Rayo Vallecano, debutant en la tercera jornada, amb tres gols a casa del Madrid CFF, aconseguint la primera victòria de l'equip. En el primer any va jugar 28 partits i va marcar 10 gols. En la segona temporada, la 2019/20, va ser la gran figura de l'equip marcant 13 gols fins que el torneig es va detindre per la pandèmia de Covid. En aquell moment era la quarta màxima golejadora del campionat amb més de la meitat dels gols del seu equip.
L'estiu de 2020, es va incorporar al Real Betis, marcant gol en els primers quatre partits de pretemporada. El juliol de 2021, el Betis va confirmar la baixa d'Altuve després de la finalització del seu contracte. Aquell mateix mes es va fer oficial el seu fitxatge pel València Club de Futbol.